# Giovanni Stracuzzi
Giovanni Stracuzzi (Messina, 12 gennaio 1901 – 6 agosto 1967) è stato un calciatore, allenatore di calcio e dirigente sportivo italiano.
Giocava come mediano, e a fine carriera è stato anche direttore sportivo. Era soprannominato Giovanni pedi i bancu signa i golli i mezzu campu perché una volta era riuscito a segnare una rete da metà campo.
Disputò la sua carriera interamente al Messina, giocando in diverse società cittadine: Unione Sportiva Messinese e Messina Football Club.

## Carriera

### Savoia e U.S. Messinese
Iniziò a giocare dopo la prima guerra mondiale nell'Avanti Savoia di Messina. Nel novembre 1919, non appena la squadra confluì nell'Unione Sportiva Messinese, Stracuzzi fu tra i primi a giocare nella nuova società. Giocò nel torneo calabro-siciliano e nella Coppa Federale Siciliana. Nel 1920 la Messinese prese parte a varie competizioni amichevoli, vincendo la Coppa Sant'Agata e la Coppa Piemonte.
Stracuzzi fu il vice capitano (dietro Nazzareno Allegra) dell'U.S. Messinese, una delle sei squadre che presero parte al primo girone siciliano della Prima Divisione italiana, organizzato dalla Confederazione Calcistica Italiana. Durante la prima stagione, giocò almeno 4 delle 10 partite di campionato, in cui la società peloritana arrivò seconda alle spalle del Palermo.

### F.C. Messina
Nell'ottobre-novembre 1922 Stracuzzi gioca alcune amichevoli con le maglie dell'Umberto I e del Messina Sporting Club, le altre due squadre peloritane che avevano preso parte al campionato. In novembre, le tre squadre si fondono nel Messina Football Club. Con la partenza di Allegra, Giovanni Stracuzzi ricopre il doppio incarico di giocatore-allenatore, vestendo la fascia di capitano. La squadra si conferma seconda forza regionale, dietro alla Libertas Palermo. A fine stagione il Messina disputa uno spareggio per la conferma della categoria, contro la Peloro, ma Stracuzzi non vi partecipa.
Scomparsa la Libertas Palermo, nel 1923-24 solo Messina e Palermo si disputano la supremazia regionale: Stracuzzi è ancora capitano, ma la qualificazione alle finali interregionali sfuma allo spareggio, disputatosi il 9 marzo 1924 nel terreno casalingo di gioco.

### Il ritorno alla Messinese
Nel 1924-25 il Messina Football Club deve rinunciare alla categoria e Stracuzzi decide di passare alla rinata Unione Sportiva Messinese, società già vincitrice della Seconda Divisione siciliana e che rappresentava pertanto il calcio messinese. Con una doppia vittoria (2-0 a tavolino all'andata in trasferta e 1-0 con la decisiva rete personale al ritorno in casa), la Messinese si qualifica per le semifinali interregionali del campionato nazionale. Nel gruppo B incontra Alba S.S. Roma, U. S. Cavese e Liberty Bari, ma ottiene solo due pareggi e quattro sconfitte.
Nel 1925-1926 arrivò al Messina l'attaccante romano Gottardi, che ricoprì anche il ruolo di allenatore. Stracuzzi rimase ai margini della squadra, confermatasi campione regionale, giocando solo le prime due partite delle semifinali interregionali contro Liberty Bari e Internaples.

### Arsenale Messina
Anni dopo, Stracuzzi rientrò nel mondo del calcio venendo ingaggiato come direttore sportivo dell'Arsenale Messina. Nel 1944 la seconda guerra mondiale era appena terminata in Sicilia, in seguito allo sbarco degli alleati; si era organizzato subito un Campionato di guerra. La squadra peloritana vinse il girone eliminatorio e arrivò terza nel girone dei quarti di finale.

## Palmarès
- Prima Divisione: 1

Messina FC: 1924-1925